# Horlachen (Gschwend)
Horlachen ist ein Dorf in der Gemeinde Gschwend im Ostalbkreis im nordöstlichen Baden-Württemberg.
Das Dorf liegt etwa drei Kilometer westnordwestlich der Ortsmitte des Hauptortes Gschwend am Westfuß des Hagbergs. Der Ort entstand aus einer Glashütte, die 1674 noch bestand. Horlachen gehörte zur Gemeinde Altersberg, bis diese am 1. Januar 1972 nach Gschwend eingemeindet wurde, und war zeitweise Verwaltungssitz dieser Gemeinde. 1830 wurde die Schule von Hagkling hierher verlegt. Im ehemaligen Schul- und Rathaus ist seit 1986 ein Heimatmuseum untergebracht.